# Krasnogorsk
Krasnogorsk (russisk: Красногорск, tr. Krasnogorsk) er en by i Moskva oblast, Centrale føderale distrikt i Den Russiske Føderation. Byen er fra 2018 det administrative center i oblasten. Krasnogorsk har 193.127 (2024) indbyggere, og og er en del af Krasnogorsk byområde, der ifølge oblasten, har omkring 317.000 indbyggere.
Byen ligger ved Moskva-floden og dens lille biflod Banka, 22 km fra Moskvas centrum (2 km fra MKAD) og ligger direkte op til Moskvas nordvestlige bygrænse.

## Geografi
Krasnogorsk er beliggende i metroområdet Moskva lige udenfor motorvejsringen MKAD. De nærmeste byer er, ud over Moskva, er Khimki og Dedovsk. Begge byer ca. 15 km fra Krasnogorsk.
Byen er tæt omgivet af skove, mest blandskov adskilt af områder med nåletræ. Skovområderne består hovedsageligt af gran, birk og bævreasp. De træløse områder er stærkt urbaniserede.
Luftforureningen er blevet forværret siden år 2000. Normerne overskrides i flere lokalområder, der er præget af forurening fra de store trafikårer og industrianlæg. Ifølge den uafhængige økologiske ekspertise "Ecostandart" var Krasnogorsk i 2006 sammen med Balasjikha, Khimki, Ljubertsy, Kasjira, Voskresensk og Podolsk de syv byer i nærheden af Moskva med den største luftforurening.

### Klima
| J F M A M J J A S O N D 42 −6 −12 34 −5 −12 32 1 −6 42 10 1 50 18 7 79 22 12 89 23 14 76 21 12 62 15 7 60 8 2 56 1 −4 51 −4 −9 Gennemsnitlige max. og min. temperaturer i °C Nedbørsmængde i mm Kilde: Krasnogorsk, climate-data.org |           |         |         |         |          |          |          |         |        |         |          |
| J | F         | M       | A       | M       | J        | J        | A        | S       | O      | N       | D        |
| 42 −6 −12 | 34 −5 −12 | 32 1 −6 | 42 10 1 | 50 18 7 | 79 22 12 | 89 23 14 | 76 21 12 | 62 15 7 | 60 8 2 | 56 1 −4 | 51 −4 −9 |
| Gennemsnitlige max. og min. temperaturer i °C |           |         |         |         |          |          |          |         |        |         |          |
| Nedbørsmængde i mm |           |         |         |         |          |          |          |         |        |         |          |
| Kilde: Krasnogorsk, climate-data.org |           |         |         |         |          |          |          |         |        |         |          |

| J                                             | F         | M       | A       | M       | J        | J        | A        | S       | O      | N       | D        |
| 42 −6 −12                                     | 34 −5 −12 | 32 1 −6 | 42 10 1 | 50 18 7 | 79 22 12 | 89 23 14 | 76 21 12 | 62 15 7 | 60 8 2 | 56 1 −4 | 51 −4 −9 |
| Gennemsnitlige max. og min. temperaturer i °C |           |         |         |         |          |          |          |         |        |         |          |
| Nedbørsmængde i mm                            |           |         |         |         |          |          |          |         |        |         |          |
| Kilde: Krasnogorsk, climate-data.org          |           |         |         |         |          |          |          |         |        |         |          |

Krasnogorsk har et koldt tempereret fastlandsklima (Köppens klimaklassifikation Dfb). Den koldeste måned er januar med en gennemsnitstemperatur på -9,3 °C. Den varmeste måned er juli med en gennemsnitstemperatur på 18,3 °C. Den gennemsnitlige temperatur på års basis er 4,8 °C. Den gennemsnitlige årlige nedbør er 673 mm.

## Historie
Krasnogorsk er opstået ud fra flere landsbyer, herunder fra Banki som opkaldt efter floden Banka (Банька) og Pavsjino, der nu er navnet på jernbanestationen i Krasnogorsk. Landsbyer er kendt fra 1800-tallet.
Den nuværende by opstod i 1932 . På den tid blev landsbyen Banki ændret til et arbejderkvarter knyttet til en optiskudstyrs fabrik, der blev grundlagt på stedet. Samtidig fik bebyggelsen sit nuværende navn, der betyder "Rød bjergby". I 1930'erne blev infrastrukturen til bebyggelsen kraftigt forbedret og den nyoprettede Krasnogorsk rajon i Moskva oblast blev kraftigt udvidet. Blandt andet blev der bygget en betonfabrik i byen, og der blev oprettet flere nye kolkhozer i det omkringliggende område. Den 7. oktober 1940 fik Krasnogorsk bystatus.
Under slaget om Moskva var der kampe om byen i slutningen af 1941, og optikfabrikken evakueredes midlertidigt.
I efterkrigstiden blev industrien i Krasnogorsk genopbygget, og byen blev udvidet med flere nye kvarterer. I løbet af den administrative reform i 2004 blev blev Krasnogorsk sammenlagt med flere omkringliggende landsbyer, som nu udgjorde den "bymæssig bebyggelse Krasnogorsk". Sidstnævnte strækker sig i øst op til Moskvas bygrænse. I 2007 blev hjemstedet for administrationen af Moskva oblast bygget i Krasnogorsk, og i 2018 blev Krasnogorsk officielt administrativt center i oblasten.

### Befolkningsudvikling
| År   | Indbyggere |
| ---- | ---------- |
| 1939 | 18.385     |
| 1959 | 35.183     |
| 1970 | 62.690     |
| 1979 | 77.370     |
| 1989 | 90.477     |
| 2002 | 92.545     |
| 2010 | 116.896    |

Note: Data fra folketællinger

## Økonomi
Krasnogorsk er bedst kendt for produktionen af kameraer (mærkerne Zenit, Zorki og Krasnogorsk) og andre optiske enheder til civil og militær brug fra firmaet Krasnogorskij zavod, der opstod fra den optiske fabrik, der blev grundlagt i 1932. Derudover produceres der byggematerialer, emballage og fødevarer i byen.

### Trafik
Krasnogorsk ligger ved motorvejen M9 "Baltija", Moskva - Volokolamsk - den lettiske grænse, og ved jernbanen fra Moskva til Riga, med den lokale station Pavsjino, der har regelmæssige tog til Riga-banegården i Moskva.
Mjakinino-stationen fra slutningen af 2009 på Moskvas metro (Arbatsko-Pokrovskajalinjen) ligger i Krasnogorsk. Metrostationen var den første, der blev bygget uden for Moskvas bygrænser.

## Kultuur

### Sport
Krasnogorsk betragtes som en af højborgerne for den russiske isspeedway. Flere gange har isbanen i Krasnogorsk været ramme om isspeedways-verdensmesterskab.

### Seværdigheder
"Museet til minde om tyske antifacister" blev åbnet i 1985 i den tidligere bygning for "Den centrale antifascistiske skole for krigsfanger" (Antifaschule) i nærværelse af repræsentanter fra BRD og DDR. I dag er museet en gren af Moskvas centrale museum for den store fædrelandskrig.

## Venskabsbyer
| - Slivnitsa Bulgarien - Antibes Frankrig - Goirle Holland - Karelitjy Hviderusland | - Sanya Kina - Tukums Letland - Plungė Litauen - Wągrowiec Polen | - Höchstadt an der Aisch Tyskland - Irpin Ukraine - Izium Ukraine - Kozjatyn Ukraine | - Mankivka Ukraine |

## Nævneværdige bysbørn
- Vladimir Petrov (1947–2017) ishockeyspiller
- Igor Ozjiganov (f 1992) ishockeyspiller